# Абзановский район
Абзановский район БАССР был образован 20 марта 1946 года и расформирован в июле 1956 года. Земли района сформированы выделением из Зианчуринского, куда перешли с объединением обоих районов.
Центр района — с. Абзаново.
С 29 мая 1952 Абзановский район вошёл в Стерлитамакскую область, областное деление отменено 30 апреля 1953 г.
Площадь района на 1952 год — 2234 км², сельсоветов — восемь: Алексеевский, Баишевский, Глинский, Мамбетшинский, Муйнаковский, Сакмарский, Утягуловский, Юлдыбаевский.
Абзановский райком создан в 1946 г. на основе Указа Президиума Верховного Совета РСФСР от 20 марта 1946 г., ликвидирован в связи с упразднением района постановлением бюро Башкирского обкома КПСС от 6 июля 1956 г.